# Східноафриканський флорин
 Східноафриканський флорин  (англ. East African florin) — грошова одиниця Британської Східної Африки в 1920–1921 роках.
Флорін поділявся на 100 центів.

## Історія
У грудні 1919 року в Лондоні була створена Валютна рада Східної Африки, якій було передано право емісії на території протекторату.
У 1920 році введена нова валюта протекторату — східноафриканської флорин, що замінила в обігу індійську рупію і східноафриканську рупію в співвідношенні 1: 1. Східноафриканський флорин був прирівняний до британського флорину, який дорівнював 1/10 фунта стерлінгів.
У 1921 році замість флорина введена нова грошова одиниця — східноафриканський шилінг, 1 флорин = 2 шилінги.

## Банкноти
Випускалися банкноти в 1, 5, 10 флоринів (1 фунт), 20 флоринів (2 фунта), 50 флоринів (5 фунтів), 100 флоринів (10 фунтів), 500 флоринів (50 фунтів).
На банкнотах номіналом від 10 флоринів номінал позначався у флоринах та фунтах.

## Монети
Карбувалися монети номіналом у 1, 5, 10 центів з мідно-нікелевого сплаву а також срібні 25, 50 центів, а також 1 флорин.
Значна частина викарбуваних монет практично не була випущена в обіг.